# Max Payne (серія відеоігор)
Max Payne — Серія відеоігор від третьої особи, розроблена компаніями Remedy Entertainment (Max Payne й Max Payne 2) та Rockstar Studios (Max Payne 3). Серія названа на честь його головного героя Макса Пейна, нью-йоркського поліцейського детектива, який жагає помсти після того, як його родину вбили наркодилери. Першу і другу серію написав Сем Лейк, а Max Payne 3 в першу чергу написав Ден Хаузер (Rockstar Games).
Перша гра серії Max Payne, була випущена в 2001 році для Microsoft Windows і в 2002 році для Xbox, PlayStation 2 і Apple Macintosh; інша версія гри була випущена для Game Boy Advance в 2003 році. Сиквел під назвою Max Payne 2: The Fall of Max Payne вийшов у 2003 році для Xbox, PlayStation 2 та Microsoft Windows. У 2008 році було випущено однойменну стрічку-адаптацію, засновану на оригінальній грі, розповсюджену компанією 20th Century Fox, в якій знялися Марк Волберґ (Макс Пейн) та Міла Куніс (Мона Сакс). Max Payne 3 був розроблений Rockstar Studios і випущений 15 травня 2012 року для Xbox 360 і PlayStation 3, а 1 червня 2012 року для Microsoft Windows.
Франшиза відрізняється використанням «bullet time» в послідовності дій, а також гра позитивно прийнялася критиками, хоча продаж Max Payne 2 вважався недостатнім. Станом на  2011, франшиза Max Payne продала понад 7,5 мільйонів примірників. Зняття фільму отримало негативні відгуки, але було комерційно успішним. 6 квітня 2022 року Remedy оголосила, що ремейк Max Payne і Max Payne 2 перебуває в розробці, уклавши угоду про розробку з Rockstar Games. Обидві гри будуть випущені під однією назвою.

## Ігри
| Гра                                | Середня оцінка Metacritic                           |
| ---------------------------------- | --------------------------------------------------- |
| Max Payne                          | (PC) 89/100 (Xbox) 89/100 (PS2) 80/100 (GBA) 78/100 |
| Max Payne 2: The Fall of Max Payne | (PC) 86 (PS2) 73 (Xbox) 84                          |
| Max Payne 3                        | (PC) 87 (PS3) 87 (X360) 86                          |

### Max Payne
Агент DEA-ренегату та колишній офіцер NYPD Макс Пейн намагається полювати на осіб, відповідальних за вбивство дружини та дитини, а також обрамляє його за вбивство свого партнера Алекса Болдера. Коли історія розгортається, він здобуває низку «союзників», серед яких російський мафіозний ґанґстер, званий Володимир Лем і Мона Сакс, яка намагається помститися за смерть своєї сестри-близнючки. Кільцеві лідери у великій операції з наркотиками під назвою «V» або «Валькірія» — мітологічна фігура скандинавської мітології.

### Max Payne 2: The Fall of Max Payne
Макс Пейн був прийнятий поліцією і ось-ось зіткнеться з звинуваченням у вбивстві. Однак він звільняється від усіх звинувачень, завдяки своїм стосункам з дуже впливовим членом суспільства, сенатором Альфредом Воденом. Минуло кілька років, і Макс повернувся працювати в NYPD як детектив вбивств. Під час звичайного розслідування вбивства він опиняється віч-на-віч із Моною Сакс, жінкою, яку він вважав мертвою. Макс і Мона об'єднуються, щоб вирішити відповіді на минуле Макса, яке залишило його дружину та дитину мертвими.

### Max Payne 3
Макс Пейн покинув Нью-Йорк і працює над приватною деталлю безпеки в Сан-Паулу, Бразилія. Коли дружину його роботодавця викрадає місцева вулична банда, Макс та його старий друг Рауль Пассо об'єднують сили, намагаючись врятувати її, розпалюючи війну, яка приведе їх протистояти великій змові.

## Адаптація фільму
На початку 2003 року було підтверджено, що 20th Century Fox придбав права на адаптацію гри до фільму. Фільм Макс Пейн вийшов у виробництво у 2008 році та режисером став Джон Мур. Продюсером стрічки були Collision Entertainment та Firm Films у Торонто, Онтаріо, Канада. Марк Волберґ (Макс Пейн) та Міла Куніс (Мона Сакс). Бо Бріджес (Б. Б. Генслі), Кріс О'Доннелл (Джейсон Колвін), Неллі Фуртаду (Кріста Бальдер) та Лудакріс (Джим Бравура). 10 липня 2008 року було випущено тизерний трейлер, в якому представлена інструментальна версія пісні Marilyn Manson «If I Was Your Vampire». Фільм вийшов у кінотеатри в США 17 жовтня 2008 року з рейтингом PG-13. Незважаючи на те, що стрічка стала першою на вікендах, набравши в касі $18 мільйонів, фільм отримав переважно негативні відгуки, маючи 16% рейтинг у Rotten Tomatoes, ґрунтуючись на 129 відгуках.